# Synasterope psitticina
Synasterope psitticina är en kräftdjursart som först beskrevs av John Darby 1965.  Synasterope psitticina ingår i släktet Synasterope och familjen Cylindroleberididae. Inga underarter finns listade i Catalogue of Life.